# Claut
Claut là một đô thị ở tỉnh Pordenone trong vùng Friuli-Venezia Giulia, có cự ly khoảng 120 km về phía tây bắc của Trieste và khoảng 35 km về phía tây bắc của Pordenone. Tại thời điểm ngày 31 tháng 12 năm 2004, đô thị này có dân số 1.135 người và diện tích là 166,3 km².
Đô thị Claut có các frazioni (các đơn vị cấp dưới, chủ yếu là các làng) Pinedo, Cellino di sopra, Cellino di sotto, Contròn, Matàn, Lesis, Creppi, và Tùca.
Claut giáp các đô thị: Barcis, Chies d'Alpago, Cimolais, Erto e Casso, Forni di Sopra, Forni di Sotto, Frisanco, Pieve d'Alpago, Tramonti di Sopra.